# 広瀬建
広瀬 建（ひろせ けん、1974年1月22日 - ）は、日本の政治家。自由民主党所属の衆議院議員（1期）。

## 経歴
東京都に生まれ育つ。1年間のアメリカ合衆国ウィスコンシン州留学を経て、1993年3月に東京都立富士高校卒業。1998年3月、上智大学法学部国際関係法学科卒業。
1998年4月、神戸製鋼所入社。エンジニア事業部で一貫して海外プラント事業に従事し、40か国以上のプラント開発に携わる。2003年 - 2005年はイラン・テヘラン、2007年 - 2010年はバーレーン・マナマ、2021年 - 2023年はアメリカ合衆国・シャーロットに駐在した。
2023年10月23日、次期衆院選大分2区への立候補を表明。大分県日田市に転居し、同月末で神戸製鋼所を退社。
2024年10月27日執行の第50回衆議院議員総選挙に大分2区から無所属で立候補。立憲民主党の吉川元、自由民主党の衛藤征士郎を破り初当選を果たす（吉川は比例復活当選）。同年11月1日、衆院会派「自民党・無所属の会」に入会。
2025年1月10日に自由民主党へ入党届を提出し、同日に自民党本部は広瀬と三反園訓衆議院議員について、入党を認める方針を決めた。17日、自民党大分県連会長の阿部英仁県議は広瀬を入党させるとの党本部方針を10日付で了承したと発表した。同月21日、自民党大分県連は広瀬を大分2区支部長に選任した。

## 家族・親族
儒学者・広瀬淡窓の弟広瀬久兵衛の子孫にあたる。祖父は元郵政大臣の広瀬正雄、父は元大分県知事の広瀬勝貞、母方の祖父は林佳介で、林芳正は従兄にあたる。家族は妻と子供3人。

## 政策
- 憲法改正と集団的自衛権の行使に賛成。[15]
- 基礎的財政支出(プライマリーバランス)　について、黒字化目標を堅持し財政健全化を優先すべきと回答。[15]
- 原発の依存度について下げるべきと回答。[15]
- 再生可能エネルギーについて、主力電源とするべきと回答。[15]
- 女系天皇について賛成。[15]
- 同性婚を法律で認めることについて賛成。[15]
- 選択的夫婦別姓制度導入に賛成。 [15]

## 選挙歴
| 当落 | 選挙                   | 執行日         | 年齢 | 選挙区      | 政党   | 得票数    | 得票率 | 定数 | 得票順位 /候補者数 | 政党内比例順位 /政党当選者数 |
| ---- | ---------------------- | -------------- | ---- | ----------- | ------ | --------- | ------ | ---- | ------------------ | ---------------------------- |
| 当   | 第50回衆議院議員総選挙 | 2024年10月27日 | 50   | 大分県第2区 | 無所属 | 6万2699票 | 42.51% | 1    | 1/3                | /                            |

## 所属団体・議員連盟
- 選択的夫婦別氏制度を早期に実現する議員連盟[16]。